# Archidiocèse de Teresina
L'archidiocèse de Teresina (en latin, Archidioecesis Teresiana) est une circonscription ecclésiastique de l'Église catholique au Brésil.
Son siège se situe dans la ville de Teresina, capitale de l'État du Piauí.
Depuis 2023, son archevêque est Juarez Sousa da Silva (pt)